# Muraszemenye
Muraszemenye là một thị trấn thuộc hạt Zala, Hungary. Thị trấn này có diện tích 16,15 km², dân số năm 2010 là 655 người, mật độ 41 người/km².